# Kirchheim (Wüstung)
Kirchheim  (auch Kirchhain) ist eine Wüstung auf den Gemarkungen von Markt Einersheim und dem Iphöfer Ortsteil Possenheim im unterfränkischen Landkreis Kitzingen. Das Dorf wurde wohl zum Ende des 13. Jahrhunderts aufgegeben. Die Gründe hierfür sind unklar. 

## Geografische Lage
Die Lokalisierung der Siedlung erweist sich als schwierig, weil lediglich schriftliche Quellen die Wüstung beschreiben und archäologische Befunde fehlen. Ortmann verortete die Wüstung 1967 noch in der Nähe von Nenzenheim. Seit den 1970er Jahren setzte sich allerdings die Deutung durch, dass sich das Dorf zwischen Possenheim und Einersheim befunden hatte. Es lag am sogenannten Kirchberg. In dem Aufsatz von Weidemann wird der Ort dagegen südlich der beiden Dörfer vermutet. Zeitweise wurde auch die Wüstung Eckelsheim hierher verlegt.

## Geschichte
Die Siedlung Kirchheim wurde wahrscheinlich bereits im 6. Jahrhundert gegründet und kann damit als eine der ältesten Siedlungen in der Umgebung gelten. Hierauf verweist der Name mit der Endung -heim. Wahrscheinlich siedelten die vorstoßenden Franken hier und überlagerten die alteingesessene Bevölkerung. Das Präfix Kirch- deutet dagegen auf die vollzogene Christianisierung in dem Gebiet hin.
Zwischen 741 und 747 schenkte der Hausmeier Karlmann dem Bistum Würzburg in „Kyrchain“ eine königlich-fränkische Eigenkirche, die dem „Sti. Andree apostoli“ (lat. heiligen Apostel Andreas) geweiht war. Im Jahr 845 wurde diese Schenkung von Ludwig dem Deutschen bestätigt. Ebenso bestätigte im Jahr 889 Arnulf von Kärnten die Schenkungen seiner Vorgänger.
Um 1114 tauchte das Dorf neuerlich in den Quellen auf. In einer Urkunde des Abtes des Bamberger Klosters Michelsberg tauchte als Zeuge Walchun de „Chircheim“ auf. 1225 privilegierte das Nürnberger Schottenkloster St. Egidien unter anderem auch das Dorf „Kircheim“. Letztmals als blühende Siedlung tauchte der Ort im Jahr 1231 auf. Damals belehnte Bischof Hermann I. von Lobdeburg seinen Ministerialen Cunradus de Spekevelt mit Kirchheim.
Kirchheim, das als eine der größeren Siedlungen im Steigerwald gelten kann, wurde bereits während des Hochmittelalters wieder verlassen. So wurde das Dorf bereits 1293 als Wüstung erwähnt. Das Hochstift Würzburg übergab am 6. Dezember 1297 einige Güter an Heinrich Hofmann von Hellmitzheim „in Kirchhain sita in barrochia Enricheshain“ (lat. in Kirchheim, gelegen in der Pfarrei Einersheim). Die Wüstung wird vom Bayerischen Landesamt für Denkmalpflege als Bodendenkmal eingeordnet.